# Juicio contencioso administrativo
El juicio contencioso administrativo, antes llamado juicio de nulidad es el que procede contra las resoluciones administrativas definitivas que establece la Ley Orgánica del Tribunal Federal de Justicia Administrativa, así como contra los actos administrativos, decretos y acuerdos generales, diferentes a los Reglamentos

## Antecedentes
El primer antecedente del Juicio de Nulidad en nuestro país se encuentra en la Ley para el Arreglo de lo Contencioso Administrativo, decretada el 25 de mayo de 1853, en la cual el particular tenía un medio de defensa para cuestiones tales como obras públicas, contabilidad y contribuciones, agricultura y comercio.

## Definición
El Juicio Contencioso Administrativo o Juicio de Nulidad, es aquel que procede contra las resoluciones administrativas definitivas que establece la Ley Orgánica del Tribunal Federal de Justicia Administrativa, cuando se desee impugnar un acto de autoridad que ha afectado al particular o a la autoridad misma.  Asimismo, procede dicho juicio contra los actos administrativos, Decretos y Acuerdos de carácter general, diversos a los Reglamentos, cuando sean autoaplicativos (las que por su sola entrada en vigor causan perjuicio al gobernado) o cuando el interesado los controvierta en unión del primer acto de aplicación. Las autoridades de la Administración Pública Federal, también tendrán acción para controvertir una resolución administrativa favorable a un particular cuando estime que es contraria a la ley.

## Regulación
El TFJA tiene su sustento legal en el artículo 73 fracción XXIX-H de la Constitución Política de los Estados Unidos Mexicanos, el cual establece que el Congreso de la Unión tiene facultades para: 
“...expedir la ley que instituya el Tribunal Federal de Justicia Administrativa, dotado de plena autonomía para dictar sus fallos, y que establezca su organización, su funcionamiento y los recursos para impugnar sus resoluciones.”
El Juicio de Nulidad por su parte, tiene su sustento legal en la Ley Federal de Procedimiento Contencioso Administrativo y la Ley Orgánica del Tribunal Federal de Justicia Administrativa y en caso de falta de disposición expresa, será supletorio el Código Federal de Procedimientos Civiles.

## Finalidad
La finalidad de este procedimiento es resolver todos y cada uno de los problemas presentados ante el tribunal, los cuales causen agravio a los particulares o hasta a la autoridad misma, presentando ante un tercero el asunto para que resuelva el problema. Las causas de procedencia o improcedencia de este juicio se verán en el capítulo respectivo.

## Partes en el juicio
El artículo 3 de la Ley Federal de Procedimiento Contencioso Administrativo indica que son partes en el juicio los siguientes:
ARTÍCULO 3.º- Son partes en el juicio contencioso administrativo:
I. El demandante.
II. Los demandados. Tendrán ese carácter:
a) La autoridad que dictó la resolución impugnada.
b) El particular a quien favorezca la resolución cuya modificación o nulidad pida la autoridad
administrativa.
c) El Jefe del Servicio de Administración Tributaria o el titular de la dependencia u organismo
desconcentrado o descentralizado que sea parte en los juicios en que se controviertan resoluciones de
autoridades federativas coordinadas, emitidas con fundamento en convenios o acuerdos en materia de
coordinación, respecto de las materias de la competencia del Tribunal.
Dentro del mismo plazo que corresponda a la autoridad demandada, la Secretaría de Hacienda y
Crédito Público podrá apersonarse como parte en los juicios en que se controvierta el interés fiscal de la
Federación.
III. El tercero que tenga un derecho incompatible con la pretensión del demandante
El demandante: En este juicio el actor es llamado demandante, y pueden tener este carácter tanto los particulares que hayan visto lesionados sus derechos a causa de resoluciones definitivas emitidas por la autoridad o la misma autoridad también puede ser actor en su caso.
Los demandados: Quienes a su vez pueden ser la autoridad que dictó la resolución que se está impugnando, el particular a quien favorezca la resolución cuya modificación o nulidad pida la autoridad administrativa, el Jefe del Servicio de Administración Tributaria o el titular de la dependencia u organismo desconcentrado o descentralizado que sea parte en los juicios en que se controviertan resoluciones de autoridades federativas coordinadas, emitidas con fundamento en convenios o acuerdos en materia de coordinación, respecto de las materias de la competencia del Tribunal. Dentro del mismo plazo que corresponda a la autoridad demandada, la Secretaría de Hacienda y Crédito Público podrá comparecer como parte en los juicios en que se controvierta el interés fiscal de la Federación, por último , también puede ser parte en el juicio de nulidad algún tercero en caso de que tenga un derecho incompatible con lo que el demandante está pidiendo.

Las partes en el juicio solo pueden comparecer ante el tribunal si están debidamente representados.

## Procedencia
La procedencia de la demanda se refiere a los casos en que podrá tramitarse determinado asunto mediante el Juicio de Nulidad. De acuerdo al artículo 2° de la Ley Federal de Procedimiento Contencioso Administrativo son tres los casos contra los que procede:
- Resoluciones administrativas que sean definitivas, estas las establece la Ley Orgánica del Tribunal Federal de Justicia Fiscal y Administrativa, así como lo menciona el artículo 14 de la misma ley.[2]

- Actos administrativos, decretos y acuerdos generales (distintos a los reglamentos), cuando sean de carácter autoaplicativo o cuando el interesado los cuestione o controvierta. Supuesto que se incorpora a partir de la entrada en vigor de la Ley Federal de Procedimiento Contencioso Administrativo, ya que en el derogado Título Sexto del Código Fiscal de la Federación, no se incluía como posibilidad, el demandar algún Decreto o Acuerdo General, es decir, que anteriormente para poder nulificarlos, era obligatorio acudir a demandar por la vía del amparo, pues de hecho, el Tribunal Federal de Justicia Fiscal y Administrativa, se encuentra impedido para conocer de garantías constitucionales y actos que sólo pueden ser abordados por los Tribunales Colegiados de Circuito o Jueces Federales.[4]
- Cuando las autoridades de la Administración Pública Federal crean necesario cuestionar o controvertir una resolución administrativa favorable a un particular porque es contraria a la ley.[5] En éste supuesto se habla de resoluciones que se encuentren en los supuestos del artículo 14 de la LOTFJFA.[4]

## Improcedencia
El artículo octavo de la Ley Federal de Procedimiento Contencioso Administrativo o LFPCA establece detalladamente los casos en que será improcedente el Juicio de Nulidad, es decir, los casos en que no podrá interponerse este juicio. El Juicio de Nulidad es improcedente, por causales y contra actos: 
Que no afecten los intereses jurídicos del demandante salvo en los casos de legitimación expresamente reconocida por las leyes que rigen al acto impugnado, que no le competa conocer a dicho Tribunal, que hayan sido materia de sentencia pronunciada por el Tribunal Fiscal y Administrativo siempre que hubiera identidad de partes y se trate del mismo acto impugnado aunque las violaciones alegadas sean diversas, cuando haya consentimiento entendiéndose que hay consentimiento si no se promovió algún medio de defensa en los términos de las leyes respectivas o juicio ante el Tribunal en los plazos que señala la LFPCA, que sean materia de un recurso o juicio que se encuentre pendiente de resolución ante una autoridad administrativa o ante el propio Tribunal, que puedan impugnarse por medio de algún recurso o medio de defensa excepto aquellos cuya interposición sea de manera optativa, conexos a otro juicio o caso que haya sido impugnado por medio de algún recurso o medio de defensa diferente (para los efectos de este supuesto, se entiende que es conexo o que hay conexidad siempre que concurran las causas de acumulación previstas en el artículo 31 de esta Ley, como por ejemplo igualdad de partes),  que hayan sido impugnados en un procedimiento judicial diferente.
Tampoco se podrá interponer juicio de nulidad cuando : sea contra alguna disposición contenida en reglamentos, cuando no se hagan valer conceptos de impugnación, cuando de las constancias de autos aparezca claramente que no existe la resolución o acto que se están impugnando,  que puedan impugnarse en los términos del artículo 97 de la Ley de Comercio Exterior, cuando no haya transcurrido el plazo para el ejercicio de la opción o cuando la opción ya haya sido ejercida, dictados por la autoridad administrativa para dar cumplimiento a la decisión que proceda de los mecanismos alternativos de solución de controversias a que se refiere el artículo previamente mencionado, que hayan sido dictados por la autoridad administrativa en un procedimiento de resolución de controversias previsto en un tratado para evitar la doble tributación si dicho procedimiento se inició con posterioridad a la resolución que recaiga a un recurso de revocación o después de la conclusión de un juicio ante el Tribunal, que sea contra resoluciones dictadas por autoridades extranjeras que determinen impuestos y sus accesorios cuyo cobro y recaudación hayan sido solicitados a las autoridades fiscales mexicanas, de conformidad con lo dispuesto en los tratados internacionales sobre asistencia mutua en el cobro de los que México sea parte (es procedente el juicio cuando se impugnen por vicios propios, actos de cobro y recaudación) . También es improcedente en los demás casos pudiera establecer la Ley Federal de Procedimiento Contencioso Administrativo o de una ley fiscal o administrativa similar o aplicable.

## Sobreseimiento
Se puede poner fin al juicio anticipadamente en los siguientes supuestos que se mencionan también en la Ley Federal de Procedimiento Contencioso Administrativo :
- Cuando el demandante se desista
- Cuando a lo largo del juicio aparezca o surja alguna de las causas de improcedencia que se mencionaron en el apartado inmediato anterior
- Si la autoridad que se está demandando deje sin efectos la resolución o el acto que se está impugnando en el juicio de nulidad, siempre y cuando sea conveniente para el demandante y satisfaga sus demandas
- Cuando el demandante muera durante el juicio y lo que estuviere demandando sea intransmisible o si con su muerte se termina el proceso
- Cuando el juicio quede sin materia, o sea, que la causa dejó de existir
- En los demás casos en que por disposición legal haya impedimento para emitir resolución en cuanto al fondo.[2]

Es importante apuntar que , al final del artículo nueve de la Ley Federal de Procedimiento Contencioso Administrativo se menciona que el sobreseimiento puede ser total o parcial , pero autores en materia fiscal como el doctor Carlos Alberto Ortega Carreón en su libro "Derecho Procesal Fiscal" opinan que no se puede dar un sobreseimiento parcial en los supuestos que indica la ley; el sobreseimientos es evidentemente total cuando no existe materia del mismo, sobrevengan causas de improcedencia, se deja sin efectos el acto o resolución, etc.

## Tramitación
Los juicios que se promuevan ante el Tribunal, se regirán por las disposiciones de la Ley Federal de Procedimiento Contencioso Administrativo, por medio de la interposición de una demanda. 

## Demanda

### Requisitos
La mencionada Ley Federal de Procedimiento Contencioso Administrativo en su artículo 14 nos da un listado de requisitos que la demanda necesita forzosamente como: 
Primero que nada, la demanda debe contener el nombre del demandante así como también su domicilio para oír y recibir notificaciones dentro de la jurisdicción de la Sala Regional donde se haya interpuesto el juicio, así como su dirección de correo electrónico en caso de que quiera interponer el juicio en línea o en caso de tramitarlo en vía sumaria (que es más breve) la indicación de que se desea esta modalidad, en caso de no hacer mención del domicilio del demandante las notificaciones se efectuarán por Boletín Electrónico. Debe mencionarse también la resolución que se está impugnando, en caso de ser un acuerdo, decreto o acto se debe precisar la fecha en la que fue publicado. El nombre de la autoridad o autoridades que se demandan, en caso de que la autoridad sea el promovente debe mencionar el nombre y domicilio de la persona que se quiere demandar. Se debe hacer mención de los hechos que motivaron la demanda y relacionarlos con las pruebas que se tengan y que se vayan a presentar. Después de los hechos , se deben mencionar las pruebas , en caso de que sea pericial o testimonial se describirán los hechos sobre los que tratarán , así como también hacer mención del nombre y domicilio tanto de los peritos como de los testigos , en el caso de la prueba documental puede ofrecerse el expediente. Los conceptos de impugnación deben mencionarse después de las pruebas, estos se deben fundar (leyes aplicables, leyes que se consideran violadas) y motivar (explicar por qué junto con preceptos aplicables al caso) , así como también deben estar relacionados con las pruebas. debe precisarse el nombre del tercero interesado en su caso y mencionar su nombre y domicilio, en caso de que el lugar que se señala como domicilio del tercero no sea el de la persona, el demandante deberá proporcionar al Tribunal la información necesaria y suficiente para poder buscarlo, pudiendo seguir lo que dice el Código Federal de Procedimientos Civiles. Los puntos petitorios son otra cuestión importante que debe tenerse en cuenta para la demanda, aquí es donde se menciona lo que se pide al juez, señalando en caso de solicitar una sentencia de condena, las cantidades o actos cuyo cumplimiento se demanda.
Toda demanda (y todo lo que se presente) deberá contener la firma autógrafa (o la firma electrónica avanzada en caso de ser un juicio en línea) de quien o quienes la formulen, sin este requisito se tendrá por no presentada. Cuando el promovente en un Juicio en la vía tradicional, no sepa firmar o no pueda estampar su firma autógrafa, estampará en el documento su huella digital y en el mismo documento otra persona firmará si se lo pide.
También es importante destacar que en la demanda sólo podrá aparecer un demandante, con excepción de algunos casos en los que se trate de la impugnación de resoluciones conexas o aquellas en que se vean afectados los intereses jurídicos de dos o más personas, en este caso deberá ser a través de un representante común. En estos casos, donde sean dos o más promoventes, el Magistrado Instructor los requerirá para que en el plazo de cinco días presenten cada uno de ellos su demanda correspondiente, apercibidos que de no hacerlo se desechará la demanda inicial.
En caso de omitir alguno de los requisitos señalados anteriormente se estaría en peligro de un desechamiento o en el caso de no subsanar en un plazo de cinco días los requerimientos hechos por el Magistrado Instructor, se tendrá por no presentada la demanda. 

#### Estructura de la demanda
Como se mencionó en el apartado anterior la demanda para su correcta presentación debe contener varios aspectos, entre los que podemos encontrar los siguientes, siendo esta una lista enunciativa y no limitativa :
- Encabezado
- Direccionamiento
- Presentación
- Cuestión preliminar
- Hechos
- Conceptos de impugnación
- Pruebas
- Suspensión de la ejecución del acto reclamado
- Garantía del interés fiscal
- Puntos Petitorios
- Protesto
- Fecha y firma

En caso de que se omita algún requisito , se correrá el riesgo de tenerla por no presentada, sobreseerla o desecharla.

### Documentos que deben acompañar a la demanda
El demandante, debe agregar a su demanda (o a la ampliación de esta), una serie de documentos que se señalan en el artículo 15 de la LFPCA, los cuales pueden ser:
Copias para cada una de las partes de la demanda y de los documentos que se anexen, documento que acredite su personalidad o en el que conste que le fue reconocida por la autoridad demandada o señalar los datos de registro del documento con la que esté acreditada ante el Tribunal, cuando no gestione en nombre propio, el documento en el que conste la resolución impugnada (cuando en el documento en el que conste dicha resolución se haga referencia a información confidencial proporcionada por terceros independientes obtenida en el ejercicio de las facultades que en materia de operaciones entre partes relacionadas establece la Ley del Impuesto Sobre la Renta el demandante se abstendrá de revelar dicha información), cuando lo que se impugne sea una negativa ficta se deberá acompañar de una copia que contenga el sello de recepción de la instancia no resuelta expresamente por la autoridad, el cuestionario que el perito debe desahogar debiendo estar firmado por el demandante, el interrogatorio para el desahogo de la testimonial, firmado por el demandante en el caso señalado en el último párrafo del artículo 44 de la misma LFPCA,  todas y cada una de las pruebas documentales que ofrezca y la constancia de notificación de la resolución impugnada, cuando no se haya recibido constancia de notificación o si hubiere sido mandada por correo, así se hará constar en el escrito de demanda, señalando la fecha en que dicha notificación se practicó.

### Plazos
En cuanto a los plazos para presentar la demanda de nulidad, la ley anterior establecía que la demanda debía presentarse dentro de los cuarenta y cinco días hábiles siguientes a la notificación de la resolución impugnada, ahora en a nueva Ley Federal de Procedimiento Contencioso Administrativo se establecen tres supuestos en su artículo 13:
- Treinta días siguientes a que haya surtido efectos la notificación de la resolución impugnada, inclusive cuando se controvierta simultáneamente como primer acto de aplicación una regla administrativa de carácter general o cuando hayan iniciado su vigencia el decreto, acuerdo, acto o resolución administrativa de carácter general impugnada cuando sea auto aplicativa.

- Treinta días siguientes a aquel en que surta efectos la notificación de la resolución de la Sala o Sección que habiendo conocido una queja, decida que esta es improcedente y deba tramitarse como juicio, para esto deberá avisar al promovente para que presente su demanda en contra de la resolución administrativa definitiva.

- Cinco años cuando la autoridad demande la modificación o la nulidad de una resolución favorable a un particular. Estos se contarán a partir del día siguiente a la fecha en que se haya emitido la resolución, si esta es de tracto sucesivo se podrá demandar la nulidad o modificación en cualquier tiempo sin exceder de los cinco años.

### Ampliación de la demanda
El demandado también está en posibilidad de ampliar su demanda dentro de los diez días hábiles siguientes a cuando surta efectos la notificación del acuerdo que admita su contestación, solo en los casos que se mencionaran en seguida.
Cuando lo  que se impugne sea la negativa ficta, contra un acto principal del que derive la resolución impugnada en la demanda cuando se da a conocer en la contestación de esta, en los tres supuestos previstos en el artículo 17 de la Ley Federal de Procedimiento Contencioso Administrativo cuando se alegue que la resolución no fue notificada o que fue notificada de manera incorrecta siempre que se puedan impugnar a través de juicio contencioso administrativo federal,  cuando en la contestación se introduzcan cosas y cuestiones que no sean conocidas por el actor al momento de presentar la demanda y finalmente, cuando la autoridad demandada piense sobreseer el juicio por extemporaneidad la presentación de la demanda, esto es , que no haya sido presentada a tiempo.

#### Requisitos y lineamientos
En el escrito de ampliación de demanda se deberá señalar el nombre del actor y el juicio en que se está actuando, debiendo adjuntar con las copias necesarias para el traslado, las pruebas y documentos que en su caso pudieran presentarse. 
Cuando las pruebas documentales no estén en poder del demandante o cuando no hubiera podido obtenerlas a pesar de tratarse de documentos que legalmente se encuentren a su disposición,  el Magistrado Instructor le pedirá al promovente que los presente dentro del plazo de cinco días como lo dispone el párrafo tercero del artículo 15 de la LFPCA. Si el promovente no las presenta dentro de dicho plazo, se tendrá por no presentada la ampliación a la demanda. 
Si se trata de las pruebas documentales o de los cuestionarios dirigidos a los peritos y testigos, las mismas se tendrán por no ofrecidas.

## Contestación de la demanda
La demanda del actor debe de ser contestada por el demandado, es decir, por la persona que lesionó sus intereses jurídicos. 

### Requisitos y lineamientos

#### Plazo para contestar la demanda
Cuando la demanda del actor es procedente, se le corre traslado al demandado, es decir, se le avisa que existe una demanda en su contra. El acto mediante el cual se le notifica de la demanda lleva por nombre el de emplazamiento; en el emplazamiento se le avisa que tiene 30 días siguientes a aquel en que surta efectos el emplazamiento para contestar la demanda, como dispone el artículo 19 de la LFPCA, en caso de que el demandado no conteste a tiempo o su contestación no abarca todos los hechos mencionados por el actor, se tendrán como ciertos, salvo que por las pruebas rendidas o por hechos notorios resulten desvirtuados.

### Contenido de la contestación
La Ley Federal de Procedimiento Contencioso Administrativo en su artículo 20 nos dice que el contenido de la contestación de la demanda debe contener, entre otros:
Los incidentes de previo y especial pronunciamiento que sean aplicables , las consideraciones que impidan que se emita una decisión en cuanto al fondo del asunto o demuestren que no ha nacido o que se haya extinguido el derecho en que el actor apoya su demanda (que dicha ley ya no exista o haya dejado de existir), se contestaran todos y cada uno de los hechos que el demandante haya formulado de manera expresa en su demanda pudiendo afirmarlos, negarlos expresando que los ignora por no ser propios o exponiendo cómo ocurrieron, según sea el caso, se expondrán argumentos que traten de controvertir los conceptos de impugnación mencionados en la demanda, se redactaran argumentos que desvirtúen el derecho a indemnización del actor, se ofrecerán pruebas y en caso de ser prueba pericial o testimonial, se precisarán los hechos sobre los que deban versar y se señalaran también los nombres y domicilios tanto del perito como de los testigos ya que si no se mencionan estos se tendrán por no ofrecidas las pruebas.
Adicionalmente, el artículo 22 de la misma LFPCA dice que en la contestación de la demanda, o hasta antes del cierre de la instrucción, la autoridad demandada también podrá revocar la resolución impugnada o allanarse, esto es ,  renunciar a contender con el actor, se acepta la sentencia sin discutir si son fundados o no los razonamientos del actor.

### Documentos que acompañan a la contestación
Junto con la contestación, según el artículo 21 de la LFPCA, deben ir copias de la misma y de los documentos que acompañe para el demandante y para el tercero señalado en la demanda, el documento en que se acredite su personalidad cuando el demandado sea un particular y no trabaje en nombre propio, el cuestionario que debe desahogar el perito el cual deberá ir firmado por el demandado, en su caso la ampliación del cuestionario para el desahogo de la pericial ofrecida por el demandante y por último , las pruebas documentales que ofrezca. 

### Contestación a la ampliación de la demanda
La contestación a la ampliación de la demanda tiene los mismos requisitos que el contenido de la contestación de la demanda y se deben adjuntar los mismos documentos, excepto aquellos que ya se hubieran acompañado al escrito de contestación de la demanda.

## Incidentes
Los incidentes dentro del Juicio de Nulidad se pueden encontrar en la Ley Federal de Procedimiento Contencioso Administrativo, más específicamente dentro de los artículos que van del 29 al 39.
Pero para el Juicio Contencioso Administrativo Federal solo se tomarán en cuenta cuando sean por:
- Incompetencia de materia: cuando al juez no le compete por cuestión de materia
- Acumulación de juicios: cuando existan varios juicios relacionados con la misma autoridad, se prevé desechar los más recientes
- Nulidad de notificaciones: cuando no se hayan efectuado las notificaciones.
- Recusación por impedimento: cuando por alguna causa, la imparcialidad del juez se vea comprometida
- Reposición de autos: cuando por algún motivo los autos no se hayan llevado a cabo
- Interrupción por muerte, disolución, declarativa de ausencia o incapacidad.

## Pruebas

### Tipos
Las pruebas que se podrán ofrecer en el Juicio Contencioso Administrativo o Juicio de Nulidad son: testimonial, documental (públicas y privadas), presuncionales y periciales. 

#### Prueba Testimonial
De acuerdo al artículo 44 de la LFPCA en la prueba testimonial se requerirá al oferente para que presente a los testigos y en caso de que el oferente manifieste no poder presentarlos entonces el Magistrado Instructor se encargará de citarlos en el día y hora que señale para que estos se presenten.

#### Pruebas documentales
Los documentos que se presentan como prueba son los públicos y los privados y que el autor José Ovalle Favela los define de la siguiente manera: los documentos públicos son los expedidos por funcionarios públicos en el desempeño de sus atribuciones o por profesionales dotados de fe pública (notarios o corredores públicos), los documentos privados, por exclusión, son los expedidos por personas que no tienen ese carácter.

#### Prueba Presuncional
Una presunción es una operación lógica mediante la cual, partiendo de un hecho conocido, se llega a la aceptación como existente de otro desconocido o incierto

#### Prueba Pericial
Una prueba pericial o el dictamen pericial es un juicio emitido por una persona que cuenta con la preparación especializada en una técnica, arte o ciencia, según la definición que de nuevo nos brinda Ovalle Favela
Para el Desahogo de esta prueba la misma se debe sujetar a las reglas que establece el artículo 43 de la LFPCA, en caso de que se ofrezca prueba pericial o testimonial se precisarán los hechos sobre los que deban versar y señalarán los nombres y domicilios del perito o de los testigos.

### Valoración de las pruebas
Según lo dispuesto por el artículo 46 de la ley, las pruebas se deben valorar conforme a lo siguiente
- La confesión expresa de las partes, las presunciones legales que no admitan prueba en contrario, hechos legalmente afirmados por la autoridad que obren en documentos públicos (incluyendo los digitales) harán prueba plena; si en los documentos públicos se contienen declaraciones de verdad o manifestaciones de hechos de particulares sólo probarán que se hicieron esas declaraciones o manifestaciones ante la autoridad que expidió los documentos, sin embargo no probarán la verdad de lo declarado o manifestado.
- En actos de comprobación de las autoridades administrativas se entenderán como legalmente afirmados los hechos que constan en las actas.
- La prueba pericial, testimonial y demás que se hayan ofrecido y desahogado se valorarán de acuerdo a lo que la Sala estime prudente, en cuanto a los documentos digitales con firma electrónica distinta a la FIEL (Firma Electrónica Avanzada) o si es un sello digital se valorará de acuerdo al artículo 210-A del Código Federal de Procedimientos Civiles, que indica que para valorar esa prueba se debe estimar la fiabilidad del método con que se genere, comunique o archive y en caso de estar en posibilidad de atribuir a las personas obligadas el contenido de la información y si es accesible su consulta.
- Cuando la Sala adquiera convicción distinta por el enlace de las pruebas rendidas y de las presunciones formadas se podrán valorar las pruebas sin sujetarse a lo que se ha señalado en los incisos que anteceden, fundando razonadamente esto en su sentencia.

### Pruebas Supervinientes
Las pruebas supervinientes son las pruebas de las que se tiene conocimiento o sobrevienen después de que ya se ha iniciado el proceso y estas pueden presentarse siempre que no haya dictado sentencia, si existe este supuesto se ordenará dar vista a la contraparte para que exprese lo que a su derecho convenga en un plazo de cinco días. 
Es recomendación de Carlos Ortega que dentro del capítulo de las pruebas se haga una relación con los hechos y conceptos de impugnación para mejor identificación y que se dé plenitud a la demanda, asimismo sugiere que se evite la expresión: "La presente prueba se relaciona con todos y cada uno de los hechos y conceptos de impugnación de la presente demanda”

## Alegatos
Conforme a José Becerra en su libro de "El Proceso Civil en México", los alegatos son argumentaciones jurídicas tendientes a demostrar al tribunal el como aplicar la norma abstracta al caso controvertido, en relación con las pruebas aportadas por las partes.

### Requisitos y lineamientos
En este juicio en específico, el Magistrado Instructor es quien resuelve los alegatos, como lo menciona el artículo 47 de la LFPCA , el Magistrado Instructor, diez días después de que haya concluido la sustanciación del juicio (que se haya llevado a cabo) y no existiere ninguna cuestión pendiente que impida su resolución, notificará por lista a las partes que tienen un término de cinco días para formular alegatos por escrito. Los alegatos presentados en tiempo deberán ser considerados al dictar sentencia.  Al vencer el plazo de cinco días a que se refiere el párrafo anterior, con alegatos o sin ellos, se emitirá el acuerdo correspondiente en el que se declare cerrada la instrucción.
Cuando los incidentes no sean previos y de especial pronunciamiento estos no interrumpirán el proceso y este seguirá.

## Formas de resolución en el Juicio de Nulidad
Las formas de resolución es la parte en la que se llega al clímax en un juicio, el artículo 49 de la LFPCA plantea los términos existentes para resolver el asunto, dictar la sentencia  y en cuanto tiempo el magistrado instructor tendrá que entregar el proyecto.
Para formular la sentencia, el Magistrado debe presentar el proyecto ante los otros magistrados y ellos deben aprobarlo, de esta manera el proceso posee los filtros adecuados para que no se plasme solamente la voluntad de un magistrado y lo que se decida sea lo más justo posible, además, existen otros mecanismos para que el magistrado cumpla responsablemente con sus obligaciones, como lo es la excitativa de justicia, con la cual el actor puede quejarse ante el presidente de la sala, de la lenta resolución del juicio. Además, de que el particular cuenta con recursos como el de reclamación y revisión para defenderse de aquellas resoluciones o acuerdos que se vayan dictando durante el procedimiento (desechamiento de la demanda, medidas cautelares, etc.) y que lo perjudiquen por ser contrarios a la ley.
La sentencia se pronunciará por unanimidad o mayoría de votos de los magistrados integrantes de la Sala dentro de los 60 días siguientes a aquel en que se dicte el acuerdo de cierre de instrucción en el juicio, el magistrado instructor tendrá 45 días para formular y presentar su proyecto, formando estos 45 días parte de los 60 días establecidos una vez que se haya dictado el acuerdo de cierre de instrucción si el proyecto no fue aceptado por los otros magistrados del Pleno, Sección o Sala, el magistrado ponente o instructor engrosará el fallo con los argumentos de la mayoría y el proyecto podrá emitir un voto particular, tal y como lo enuncia el artículo 49 de la LFPCA. Para dictar resolución en los casos de sobreseimiento por alguna de las causas previstas anteriormente, no será necesario que se hubiese cerrado la instrucción.
Las sentencias se presentaran, así como la fundamentación y motivación que tendrán, siempre bajo derecho y en pretensión al actor, si existen algunos aspectos de ilegalidad,  la sentencia de la Sala deberá examinar primero aquellos que puedan llevar a declarar la nulidad lisa y llana. En el caso de que la sentencia declare la nulidad de una resolución por la omisión de los requisitos formales exigidos por las leyes, o por vicios de procedimiento, la misma deberá señalar en qué forma afectaron las defensas del particular y trascendieron al sentido de la resolución.
Las Salas podrán corregir los errores que encuentren en los preceptos que se consideren violados y examinar en su conjunto los agravios y causales de ilegalidad, así como los demás razonamientos de las partes, a fin de resolver la cuestión efectivamente planteada, pero sin cambiar los hechos expuestos en la demanda y en la contestación. 
Tratándose de las sentencias que resuelvan sobre la legalidad de la resolución dictada en un recurso administrativo, si se cuenta con elementos suficientes para ello, el Tribunal se pronunciará sobre la legalidad de la resolución recurrida, en la parte que no satisfizo el interés jurídico del demandante. No se podrán anular o modificar los actos de las autoridades administrativas no impugnados de manera expresa en la demanda.
En el caso de sentencias en que se condene a la autoridad a la restitución de un derecho subjetivo violado o a la devolución de una cantidad, el Tribunal deberá previamente constatar el derecho que tiene el particular, además de la ilegalidad de la resolución impugnada.
Los Agentes del Ministerio Público, los Peritos y los Miembros de las Instituciones Policiales de la Federación, que hubiesen promovido el juicio o medio de defensa en el que la autoridad jurisdiccional resuelva que la separación, remoción, baja, cese, destitución o cualquier otra forma de terminación del servicio fue injustificada; la autoridad demandada sólo estará obligada a pagar la indemnización y demás prestaciones a que tengan derecho, sin que en ningún caso proceda la reincorporación al servicio como lo menciona la fracción XIII, apartado B, del artículo 123 constitucional.
En cuanto a los elementos que deben contener las sentencias dictadas por el Tribunal Federal de Justicia Administrativa en razón de la Ley Federal de Responsabilidad Patrimonial del Estado en su artículo 50 se puede resumir en:
- La existencia entre la relación de la actividad administrativa y la lesión.
- Determinar el monto de indemnización.
- Por concurrencia, se deberán presentar los criterios de impugnación y graduación.

Ahora bien, el artículo 51 de la misma ley mencionada en el párrafo anterior menciona que una resolución administrativa es ilegal cuando existen supuestos como: Incompetencia del funcionario, omisión de requisitos formales, vicios del procedimiento, los hechos que motivaron a la demanda no se realizaron y que la resolución administrativa no corresponda a los fines.
La sentencia definitiva puede según el artículo 52 de la misma ley, declarar la nulidad de la resolución, reconocer un derecho subjetivo, restituir el goce de derechos, declarar la nulidad del acto para cesar efectos, declarar la existencia de un derecho subjetivo y el pago de indemnización.
La sentencia definitiva queda firme según el artículo 53 de la misma ley cuando, no admita recurso o juicio en contra, si admite recurso o juicio, no fue impugnada y en caso contrario, el recurso o juicio hay sido desechado y también sea consentido expresamente por las partes. Para la aclaración de alguna parte que pueda considerarse contradictoria, ambigua u obscura, se contarán diez días después de la notificación y se deberá señalar con precisión la aclaración que se vaya a solicitar.
Según el artículo 55 de la LFRPE, la excitativa de justicia se podrá formular ante el presidente del Tribunal, si el Magistrado responsable no formula el proyecto respectivo dentro del plazo; la excitativa de justicia, es prácticamente una queja que se presenta ante la autoridad superior jerárquica de tal forma que se llame la atención al Magistrado, el artículo 56, menciona que una vez que la excitativa de justicia es recibida, el presidente solicitara al Magistrado un informe, el cual deberá ser presentado en cinco días, posteriormente se le hará saber al Magistrado que tiene quince días para presentar el proyecto, siempre y cuando la excitativa tenga los fundamentos para proceder.
Existen cuatro partes fundamentales de una sentencia como bien señala Manuel Lucero Espinosa en su libro "Teoría y práctica del contencioso administrativo ante el tribunal fiscal de la federación",  idea que toma de Cipriano Gómez Lara; estas cuatro partes son: preámbulo, resultados, considerandos y resolutivos.
Preámbulo, es la parte de la sentencia donde va la fecha, se debe señalar el lugar, así como los nombres de las partes y el tipo de proceso que está planteando en la sentencia. Los resultados, es donde se presentan la historia, los detalles y antecedentes, así como también es donde se enuncian las pruebas que sirvieron durante el asunto. Los considerandos, es donde las conclusiones y las opiniones del Tribunal se presentan, así como la confrontación entre las pretensiones y resistencias. Finalmente, los resolutivos es donde va la parte final, donde se precisa de forma muy concreta si el sentido de la resolución es favorable o no.